# 500 miles d'Indianapolis 1952
GP précédent GP suivant
Les 500 miles d'Indianapolis 1952 (XXXVIth Indianapolis Motor Sweepstakes), courus sur l'Indianapolis Motor Speedway et organisés le vendredi 30 mai 1952, ont été remportés par le pilote américain Troy Ruttman sur une Kuzma-Offenhauser.
L'épreuve comptait pour le championnat national américain (AAA) mais également pour le championnat du monde des pilotes, dont elle constituait la dix-septième épreuve et la deuxième manche de la saison.

## Contexte avant la course

### Le championnat du monde
Créé en 1950, le championnat du monde des conducteurs inclut les 500 miles d'Indianapolis, disputés sous l'ancienne formule internationale, en plus des principaux Grands Prix européens du championnat, courus cette année sous la réglementation formule 2. En général, seuls les spécialistes américains de l'AAA participent à Indianapolis, deuxième épreuve du championnat mondial, disputée douze jours après le Grand Prix de Suisse. Le champion italien Alberto Ascari a toutefois décidé de courir les 500 miles, au volant d'une Ferrari 375 modifiée pour la circonstance, ce qui constitue l'évènement de cette édition.

### Le circuit

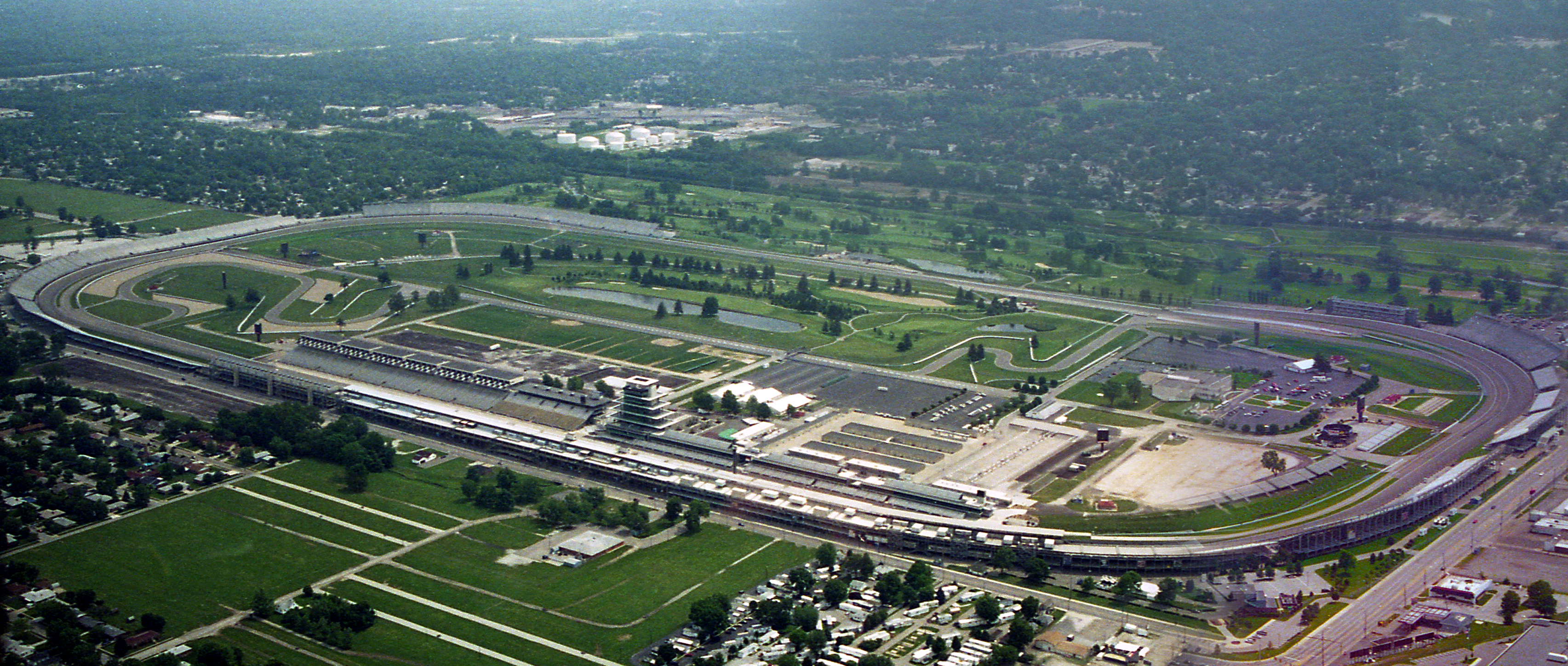
Vue d'ensemble du circuit.

Ce circuit rectangulaire comporte quatre virages relevés à rayon constant et développe exactement 2,5 milles (en anglais 'miles'), soit 4,023 km. Lors de sa création en 1909, la piste était constituée de graviers, rapidement remplacés par un revêtement de briques rouges. Depuis le milieu des années 30, le circuit alterne portions en Tarmac et portions en briques. Traditionnellement le départ est de type lancé, après un tour accompli derrière la voiture de sécurité (une Studebaker Commander pour cette édition 1952).

## Monoplaces en lice

### Les "Special"

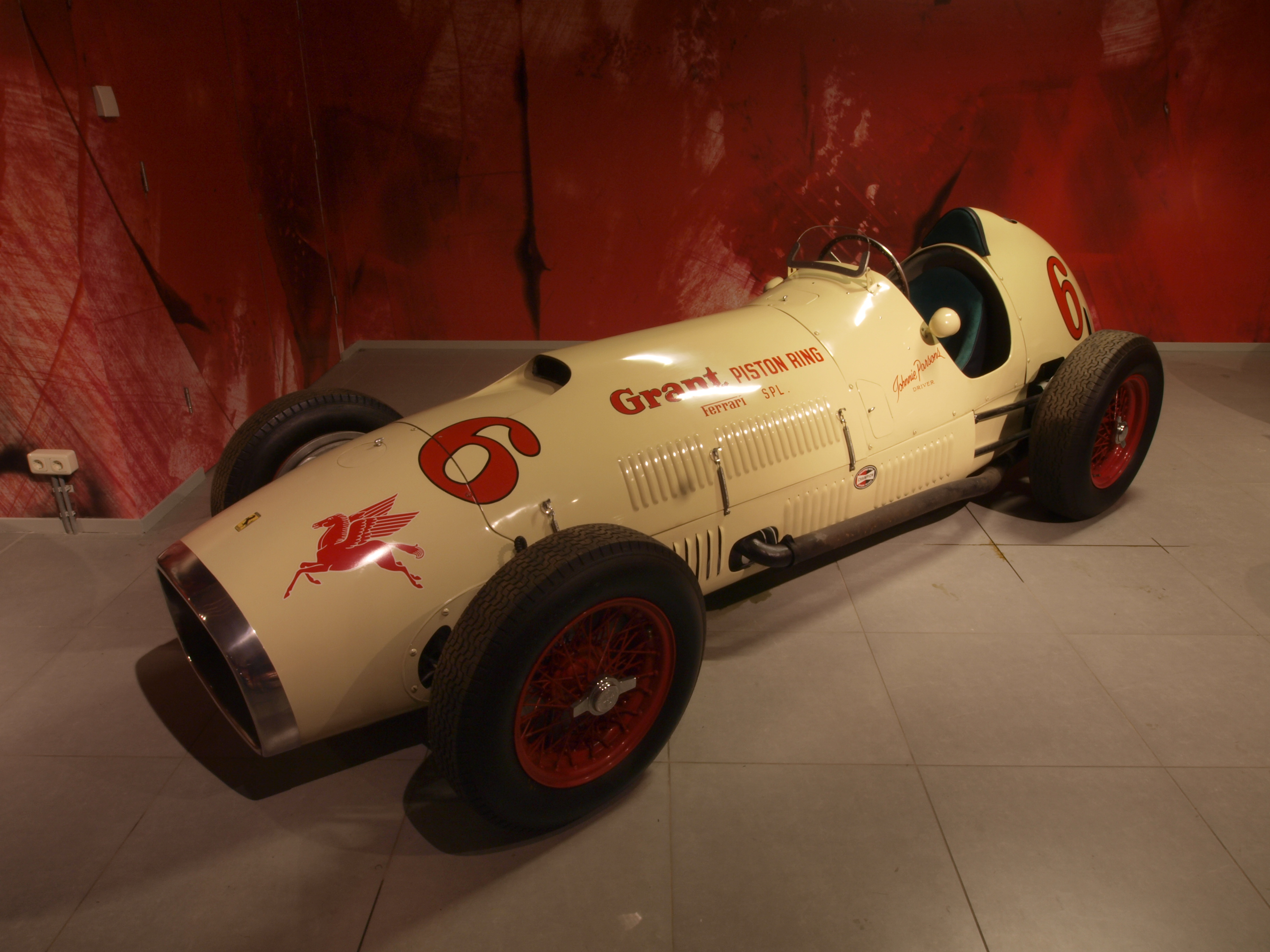
La Ferrari 375 de l'écurie Grant Piston Ring de JC Agajanian.

Cinquante-quatre des cinquante-huit monoplaces engagées sont spécialement adaptées pour ce circuit ne comportant que quatre virages à gauche, tous relevés. Vainqueur l'année précédente, le constructeur américain Kurtis Kraft est le plus représenté, avec vingt voitures. Le motoriste Offenhauser équipe plus de 80 % des concurrents, il est toutefois sérieusement concurrencé par le performant Novi (8 cylindres - 3 litres à compresseur), dont trois voitures sont équipées. Fabricant de moteurs Diesel pour camions, la société Cummins a également engagé une Kurtis Kraft équipée d'un de ses six cylindres à compresseur.

### Ferrari 375
La Scuderia Ferrari a adapté deux Ferrari 375 F1 (empattement allongé, châssis rigidifié) en vue de cette course qu'elle dispute pour la première fois. Mais seule la voiture d'Alberto Ascari va pouvoir prendre part aux qualifications, Giuseppe Farina ayant détruit la sienne lors d'un test à Turin. À l'initiative de Luigi Chinetti, représentant la firme italienne aux États-Unis, trois autres 375 modifiées ont été engagées par des concurrents locaux.

## Coureurs inscrits
| no | Pilote                        | Écurie                           | Monoplace (nom officiel)         | Constructeur | Châssis                  | Moteur          | Pneumatiques |
| 1  | Duane Carter                  | Murrell Belanger                 | Belanger Motors Spl.             | Lesovsky     | Lesovsky                 | Offenhauser L4  | F            |
| 2  | Henry Banks                   | Lindsey Hopkins                  | Blue Crown Spark Plug Spl.       | Lesovsky     | Lesovsky                 | Offenhauser L4  | F            |
| 3  | Walt Faulkner                 | Sid Street                       | Sid Street Motors Spl.           | Pankratz     | Pankratz D               | Offenhauser L4  | F            |
| 4  | Jack McGrath                  | Jack Hinkle                      | Hinkle Spl.                      | Kurtis Kraft | Kurtis Kraft 3000        | Offenhauser L4  | F            |
| 5  | Johnnie Parsons               | Jim Robbins                      | Jim Robbins Spl.                 | Kurtis Kraft | Kurtis Kraft 1000        | Offenhauser L4  | F            |
| 6  | Johnnie Parsons Walt Faulkner | Grant Piston Ring / JC Agajanian | Agajanian Grant Piston Ring Spl. | Ferrari      | Ferrari 375 S            | Ferrari V12     | F            |
| 7  | Bill Schindler                | H.A. Chapman                     | Chapman Spl.                     | Stevens      | Stevens                  | Offenhauser L4  | F            |
| 8  | Manny Ayulo                   | Coast Grain Co.                  | Coast Grain Co. Spl.             | Lesovsky     | Lesovsky                 | Offenhauser L4  | F            |
| 9  | Andy Linden                   | Hart Fullerton                   | Miracle Power Spl.               | Kurtis Kraft | Kurtis Kraft 4000        | Offenhauser L4  | F            |
| 10 | Paul Russo                    | Lutes Truck Parts                | Lutes Truck Parts Spl.           | Kurtis Kraft | Kurtis Kraft 4000        | Offenhauser L4  | F            |
| 12 | Alberto Ascari                | Scuderia Ferrari                 | Ferrari 375 Spl.                 | Ferrari      | Ferrari 375 S            | Ferrari V12     | F            |
| 14 | Joe James                     | Ed Walsh                         | Bardahl Spl.                     | Kurtis Kraft | Kurtis Kraft 4000        | Offenhauser L4  | F            |
| 15 | Bobby Ball                    | Blakely Oil                      | Blakely Spl.                     | Schroeder    | Schroeder                | Offenhauser L4  | F            |
| 16 | Chuck Stevenson               | Bessie Lee Paoli                 | Springfield Welding Smith Spl.   | Kurtis Kraft | Kurtis Kraft 4000        | Offenhauser L4  | F            |
| 18 | Sam Hanks                     | Ed Walsh                         | Bardahl Spl.                     | Kurtis Kraft | Kurtis Kraft 3000        | Offenhauser L4  | F            |
| 19 | Danny Kladis                  | CG Tuffanelli                    | Tuffanelli-Derrico Spl.          | Deidt        | Deidt Tuffanelli Derrico | Offenhauser L4  | F            |
| 20 | Giuseppe Farina               | Scuderia Ferrari                 | Ferrari 375 Spl.                 | Ferrari      | Ferrari 375 S            | Ferrari V12     | F            |
| 21 | Chet Miller                   | Lewis Welch                      | Novi Pure Oil Spl.               | Kurtis Kraft | Kurtis Kraft             | Novi V8s        | F            |
| 22 | Cliff Griffith                | Tom Sarafoff                     | Tom Sarafoff Spl.                | Kurtis Kraft | Kurtis Kraft 2000        | Offenhauser L4  | F            |
| 23 | Carl Forberg                  | R.A. Cott                        | Fadely-Anderson Spl.             | Maserati     | Maserati 8CTF            | Offenhauser L4  | F            |
| 25 | Neal Carter                   | Automobile Shippers              | Auto Shippers Spl.               | Kurtis Kraft | Kurtis Kraft 500A        | Offenhauser L4  | F            |
| 26 | Bill Vukovich                 | Howard Keck                      | Fuel Injection Eng. Spl.         | Kurtis Kraft | Kurtis Kraft 500A        | Offenhauser L4  | F            |
| 27 | Tony Bettenhausen             | Earl Slick                       | Blue Crown Spark Plug Spl.       | Deidt        | Deidt Tuffanelli Derrico | Offenhauser L4  | F            |
| 28 | Fred Agabashian               | Cummins Engines                  | Cummins Diesel Spl.              | Kurtis Kraft | Kurtis Kraft             | Cummins L6s     | F            |
| 29 | Jim Rigsby                    | Bob Estes                        | Bob Estes Spl.                   | Watson       | Watson Indy Roadster     | Offenhauser L4  | F            |
| 31 | Johnny McDowell               | Roger Wolcott                    | McDowell Spl.                    | Kurtis Kraft | Kurtis Kraft             | Offenhauser L4  | F            |
| 32 | Allen Heath                   | Engle-Stanko                     | Engle-Stanko Spl.                | Kurtis Kraft | Kurtis Kraft 4000        | Offenhauser L4  | F            |
| 33 | Art Cross                     | Ray Brady                        | Bowes Seal Fast Spl.             | Kurtis Kraft | Kurtis Kraft 4000        | Offenhauser L4  | F            |
| 34 | Rodger Ward                   | Federal Auto Associates          | Federal Engineering Detroit Spl. | Kurtis Kraft | Kurtis Kraft 4000        | Offenhauser L4  | F            |
| 35 | Johnny Mauro                  | Kennedy Tank                     | Kennedy Tank Spl.                | Ferrari      | Ferrari 375 S            | Ferrari V12     | F            |
| 36 | Duke Nalon                    | Lewis Welch                      | Novi Pure Oil Spl.               | Kurtis Kraft | Kurtis Kraft             | Novi V8s        | F            |
| 37 | Jimmy Reece                   | John Zink                        | John Zink Spl.                   | Kurtis Kraft | Kurtis Kraft 4000        | Offenhauser L4  | F            |
| 38 | Bobby Ball                    | Howard Keck                      | Howard Keck Spl.                 | Ferrari      | Ferrari 375 S            | Ferrari V12     | F            |
| 39 | Jud Larson                    | Meyer & Iddings                  | Meyer & Iddings Spl.             | Meyer        | Meyer                    | Offenhauser L4  | F            |
| 41 | Jackie Holmes                 | Speed International              | Speed International Spl.         | Maserati     | Maserati 8CTF            | Offenhauser L4s | F            |
| 44 | Art Cross                     | Bowes Seal Fast Racing           | Bowes Seal Fast Spl.             | Schroeder    | Schroeder                | Offenhauser L4  | F            |
| 47 | Bill Taylor                   | Lindsey Hopkins                  | Blue Crown Spark Plug Spl.       | Lesovsky     | Lesovsky                 | Offenhauser L4  | F            |
| 48 | Spider Webb                   | Lou Moore                        | Blue Crown Spark Plug Spl.       | Deidt        | Deidt Tuffanelli Derrico | Offenhauser L4  | F            |
| 51 | Spider Webb                   | Vincent Granatelli               | Granatelli’s Racing Ent. Spl.    | Bromme       | Bromme                   | Offenhauser L4  | F            |
| 52 | Bob Sweikert Bill Cantrell    | Pat Clancy                       | Pat Clancy Spl.                  | Ewing        | Ewing                    | Offenhauser L4  | F            |
| 53 | Joe Barzda                    | California Speed                 | Barzda Spl.                      | Maserati     | Maserati 8CTF            | Offenhauser L4  | F            |
| 54 | George Connor                 | Federal Auto Associates          | Federal Engineering Detroit Spl. | Kurtis Kraft | Kurtis Kraft 3000        | Offenhauser L4  | F            |
| 55 | Bobby Ball                    | Rotary Engineering               | Ansted Rotary Spl.               | Stevens      | Stevens                  | Offenhauser L4  | F            |
| 56 | Frank Luptow                  | Automobile Shippers              | Auto Shippers Spl.               | Ewing        | Ewing                    | Offenhauser L4  | F            |
| 58 | Buzz Barton                   | Peter Wales Trucking             | Wales Spl.                       | Rae          | Rae                      | Offenhauser L4  | F            |
| 59 | Jim Rathmann                  | Grancor Auto                     | Grancor Wynn’s Spl.              | Kurtis Kraft | Kurtis Kraft 3000        | Offenhauser L4  | F            |
| 61 | Jimmy Jackson                 | Automobile Shippers              | Auto Shippers Spl.               | Kurtis Kraft | Kurtis Kraft 3000        | Offenhauser L4  | F            |
| 63 | Dick Fraizer                  | Glessner                         | Jeanie-Lee Spl.                  | Stevens      | Stevens                  | Offenhauser L4  | F            |
| 64 | Jimmy Daywalt                 | Merkler Machine Works            | Novi Pure Oil Spl.               | Kurtis Kraft | Kurtis Kraft             | Novi V8s        | F            |
| 65 | George Fonder                 | George Leitenberger              | Leitenberger Spl.                | Sherman      | Sherman                  | Offenhauser L4  | F            |
| 66 | Mike Nazaruk                  | John Zink                        | John Zink Spl.                   | Kurtis Kraft | Kurtis Kraft 3000        | Offenhauser L4  | F            |
| 67 | Gene Hartley                  | Mel Wiggers                      | Mel-Rae Spl.                     | Kurtis Kraft | Kurtis Kraft 4000        | Offenhauser L4  | F            |
| 68 | Duke Dinsmore                 | Vulcan Tool                      | Vulcan Tool Spl.                 | R Miller     | R Miller                 | R Miller        | F            |
| 69 | Bayliss Levrett               | Brown Motors                     | Brown Motors Co Spl.             | Kurtis Kraft | Kurtis Kraft 2000        | Offenhauser L4  | F            |
| 71 | Bob Sweikert                  | Marion Engineering               | Marion Engineering Spl.          | Kurtis Kraft | Kurtis Kraft 2000        | Offenhauser L4  | F            |
| 73 | Bob Sweikert                  | Lee Elkins                       | McNamara Spl.                    | Kurtis Kraft | Kurtis Kraft 2000        | Offenhauser L4  | F            |
| 74 | Peter Hahn                    | Helin Flyer                      | Helin Flyer Spl.                 | Snowberger   | Snowberger               | Offenhauser L4  | F            |
| 76 | Doc Shanebrook                | L.E. Parks                       | Parks Offenhauser Spl.           | Pawl         | Pawl                     | Offenhauser L4  | F            |
| 77 | Jimmy Bryan                   | Peter Schmidt                    | Peter Schmidt Spl.               | Kurtis Kraft | Kurtis Kraft 3000        | Offenhauser L4  | F            |
| 81 | Eddie Johnson                 | Pete Salemi                      | Central Excavating Spl.          | Trevis       | Trevis                   | Offenhauser L4  | F            |
| 82 | Johnny Fedricks               | Cal Connell                      | Connell Spl.                     | Kurtis Kraft | Kurtis Kraft             | Cadillac V8     | F            |
| 84 | Ottis Stine                   | B&M Malamud                      | Malamud Spl.                     | Scopa        | Scopa                    | Offenhauser L4  | F            |
| 88 | George Tichenor               | Peter Schmidt                    | Peter Schmidt Spl.               | Kurtis Kraft | Kurtis Kraft 4000        | Offenhauser L4  | F            |
| 92 | Chuck Weyant                  | Pipe Fitters                     | Pipe Fitters Spl.                | Koehnle      | Koehnle                  | Offenhauser L4  | F            |
| 93 | Bob Scott                     | Ludson Morris                    | Morris Spl.                      | Kurtis Kraft | Kurtis Kraft 2000        | Offenhauser L4  | F            |
| 96 | Gene Force                    | Brown Motors                     | Brown Motors Co Spl.             | Schroeder    | Schroeder                | Offenhauser L4  | F            |
| 97 | Allen Heath                   | JC Agajanian                     | Agajanian Spl.                   | Kuzma        | Kuzma Indy Roadster      | Studebaker V8   | F            |
| 98 | Troy Ruttman                  | JC Agajanian                     | Agajanian Spl.                   | Kuzma        | Kuzma Indy Roadster      | Offenhauser L4  | F            |
| 99 | Tony Bettenhausen             | Murrell Belanger                 | Belanger Spl.                    | Kurtis Kraft | Kurtis Kraft             | Offenhauser L4  | F            |

- Remarque : Un pilote peut être inscrit sur plusieurs voitures.

## Qualifications
Les essais ("trial days") se déroulent les trois week-ends précédant la course. Pour cette année 1952, le premier week-end (10 et 11 mai) est réservé aux débutants ('rookies'), qui doivent accomplir des séries de tours à des moyennes minimales imposées avant de pouvoir participer aux séances chronométrées déterminantes pour la grille de départ. Parmi ces nouveaux venus figure Alberto Ascari, qui effectue ce premier test avec aisance. Il est donc admis à participer aux qualifications, qui débutent le 17 mai. Seuls les trente-trois premiers qualifiés seront admis pour la course. Sept pilotes se qualifient lors de la première journée, le plus rapide étant Fred Agabashian, qui au volant de sa Kurtis Kraft à moteur Cummins accomplit ses quatre tours lancés à la moyenne de 222,106 km/h, et s'assure ainsi la pole position, une première pour une monoplace à moteur Diesel. Agabashian a même tourné à plus de 224 km/h de moyenne lors de son premier tour lancé, mais l'usure rapide de ses pneus ne lui a pas permis de maintenir ce rythme lors des tours suivants. Andy Linden et Jack McGrath, tous deux sur Kurtis Kraft à moteur Offenhauser, ont réalisé les deuxième et troisième chronos de cette journée, s'assurant une place en première ligne. Alberto Ascari n'est pas parvenu à tourner assez rapidement pour s'assurer une place sur la grille, la vitesse de pointe de la Ferrari s'avérant insuffisante pour réaliser la moyenne minimale de qualification imposée. On note également le spectaculaire accident de Tony Bettenhausen, qui détruit sa Kurtis Kraft.
Le dimanche 18 mai étant perturbé par la pluie, rendant toute qualification impossible, c'est le samedi 24 qu'a lieu la deuxième vague d'essais chronométrés. Dix-neuf pilotes vont s'assurer une place sur la grille. Bill Vukovich se montre très nettement le plus rapide de cette session, au volant de sa Kurtis Kraft, à la moyenne de 222,431 km/h; il a battu le temps de la pole position, et s'élancera huitième sur la grille (derrière les sept qualifiés de la première journée). Vukovich avait également essayé la Ferrari engagée par Howard Keck, mais celle-ci s'était montrée nettement moins rapide que sa Kurtis Kraft. La Ferrari officielle d'Ascari a quant à elle reçu quelques améliorations (notamment une nouvelle rampe de carburateurs, permettant une puissance de 385 chevaux), et le pilote italien obtient son ticket d'entrée pour la course : il a accompli ses quatre tours à plus de 216 km/h de moyenne, et partira en dix-neuvième position.
La journée du 25 mai, qui devait être la dernière journée de qualifications, est également perturbée par la pluie. Comme seulement vingt-six pilotes sur trente-trois sont qualifiés, les organisateurs reportent au lendemain lundi cette dernière session. Chet Miller, au volant de sa Kurtis Kraft-Novi, se qualifie à la moyenne record de 223,754 km/h, la meilleure performance jamais réalisée sur ce circuit. Il ne s'élancera néanmoins qu'en neuvième ligne, derrière les vingt-six pilotes précédemment qualifiés. Accidenté lors de la première journée, Tony Bettenhausen obtient finalement sa qualification au volant d'une Deidt, sa voiture de l'année précédente.
| Pos. | no | Pilote          | Voiture              | Moyenne      | Temps (4 tours) | Écart    |
| 1    | 28 | Fred Agabashian | Kurtis Kraft-Cummins | 222,106 km/h | 4 min 20 s 85   |          |
| 2    | 9  | Andy Linden     | Kurtis Kraft         | 220,483 km/h | 4 min 22 s 77   | + 1 s 92 |
| 3    | 4  | Jack McGrath    | Kurtis Kraft         | 219,939 km/h | 4 min 23 s 42   | + 2 s 57 |
| 4    | 36 | Duke Nalon      | Kurtis Kraft-Novi    | 219,173 km/h | 4 min 24 s 34   | + 3 s 49 |
| 5    | 18 | Sam Hanks       | Kurtis Kraft         | 218,446 km/h | 4 min 25 s 22   | + 4 s 37 |
| 6    | 1  | Duane Carter    | Lesovsky             | 218,102 km/h | 4 min 25 s 64   | + 4 s 79 |
| 7    | 98 | Troy Ruttman    | Kuzma                | 217,847 km/h | 4 min 25 s 95   | + 5 s 10 |

| Pos. | no | Pilote          | Voiture      | Moyenne      | Temps (4 tours) | Écart    |
| 1    | 26 | Bill Vukovich   | Kurtis Kraft | 222,431 km/h | 4 min 20 s 47   |          |
| 2    | 22 | Cliff Griffith  | Kurtis Kraft | 219,864 km/h | 4 min 23 s 51   | + 3 s 04 |
| 3    | 59 | Jim Rathmann    | Kurtis Kraft | 219,423 km/h | 4 min 24 s 04   | + 3 s 57 |
| 4    | 16 | Chuck Stevenson | Kurtis Kraft | 219,099 km/h | 4 min 24 s 43   | + 3 s 96 |
| 5    | 2  | Henry Banks     | Lesovsky     | 218,810 km/h | 4 min 24 s 78   | + 4 s 31 |
| 6    | 65 | George Fonder   | Sherman      | 218,785 km/h | 4 min 24 s 81   | + 4 s 34 |
| 7    | 54 | George Connor   | Kurtis Kraft | 218,242 km/h | 4 min 25 s 47   | + 5 s 00 |
| 8    | 7  | Bill Schindler  | Stevens      | 217,242 km/h | 4 min 26 s 69   | + 6 s 22 |
| 9    | 14 | Joe James       | Kurtis Kraft | 217,186 km/h | 4 min 26 s 76   | + 6 s 29 |
| 10   | 55 | Bobby Ball      | Stevens      | 216,819 km/h | 4 min 27 s 21   | + 6 s 74 |
| 11   | 67 | Gene Hartley    | Kurtis Kraft | 216,204 km/h | 4 min 27 s 97   | + 7 s 50 |
| 12   | 12 | Alberto Ascari  | Ferrari      | 216,148 km/h | 4 min 28 s 04   | + 7 s 57 |
| 13   | 33 | Art Cross       | Kurtis Kraft | 216,116 km/h | 4 min 28 s 08   | + 7 s 61 |
| 14   | 77 | Jimmy Bryan     | Kurtis Kraft | 215,881 km/h | 4 min 28 s 37   | + 7 s 90 |
| 15   | 34 | Rodger Ward     | Kurtis Kraft | 215,876 km/h | 4 min 28 s 38   | + 7 s 91 |
| 16   | 37 | Jimmy Reece     | Kurtis Kraft | 215,641 km/h | 4 min 28 s 67   | + 8 s 20 |
| 17   | 81 | Eddie Johnson   | Trevis       | 215,609 km/h | 4 min 28 s 71   | + 8 s 24 |
| 18   | 93 | Bob Scott       | Kurtis Kraft | 215,576 km/h | 4 min 28 s 75   | + 8 s 28 |
| 19   | 29 | Jim Rigsby      | Watson       | 215,498 km/h | 4 min 28 s 85   | + 8 s 38 |

| Pos. | no | Pilote            | Voiture           | Moyenne      | Temps (4 tours) | Écart    |
| 1    | 21 | Chet Miller       | Kurtis Kraft-Novi | 223,754 km/h | 4 min 18 s 93   |          |
| 2    | 8  | Manny Ayulo       | Lesovsky          | 218,842 km/h | 4 min 24 s 74   | + 5 s 81 |
| 3    | 51 | Spider Webb       | Bromme            | 218,810 km/h | 4 min 24 s 78   | + 5 s 85 |
| 4    | 27 | Tony Bettenhausen | Deidt             | 217,879 km/h | 4 min 25 s 91   | + 6 s 98 |
| 5    | 5  | Johnnie Parsons   | Kurtis Kraft      | 217,789 km/h | 4 min 26 s 02   | + 7 s 09 |
| 6    | 73 | Bob Sweikert      | Kurtis Kraft      | 217,234 km/h | 4 min 26 s 70   | + 7 s 77 |
| 7    | 31 | Johnny McDowell   | Kurtis Kraft      | 215,554 km/h | 4 min 28 s 78   | + 9 s 85 |

## Grille de départ
| 1re ligne | Pos. 1                                    |  | Pos. 2                                    |  | Pos. 3                                     |
|           | Fred Agabashian Kurtis Kraft 222,106 km/h |  | Andy Linden Kurtis Kraft 220,483 km/h     |  | Jack McGrath Kurtis Kraft 219,939 km/h     |
| 2e ligne  | Pos. 4                                    |  | Pos. 5                                    |  | Pos. 6                                     |
|           | Duke Nalon Kurtis Kraft-Novi 219,173 km/h |  | Sam Hanks Kurtis Kraft 218,446 km/h       |  | Duane Carter Lesovsky 218,102 km/h         |
| 3e ligne  | Pos. 7                                    |  | Pos. 8                                    |  | Pos. 9                                     |
|           | Troy Ruttman Kuzma 217,847 km/h           |  | Bill Vukovich Kurtis Kraft 222,431 km/h   |  | Cliff Griffith Kurtis Kraft 219,864 km/h   |
| 4e ligne  | Pos. 10                                   |  | Pos. 11                                   |  | Pos. 12                                    |
|           | Jim Rathmann Kurtis Kraft 219,423 km/h    |  | Chuck Stevenson Kurtis Kraft 219,099 km/h |  | Henry Banks Lesovsky 218,810 km/h          |
| 5e ligne  | Pos. 13                                   |  | Pos. 14                                   |  | Pos. 15                                    |
|           | George Fonder Sherman 218,785 km/h        |  | George Connor Kurtis Kraft 218,242 km/h   |  | Bill Schindler (en) Stevens 217,242 km/h   |
| 6e ligne  | Pos. 16                                   |  | Pos. 17                                   |  | Pos. 18                                    |
|           | Joe James Kurtis Kraft 217,186 km/h       |  | Bobby Ball Stevens 216,819 km/h           |  | Gene Hartley Kurtis Kraft 216,204 km/h     |
| 7e ligne  | Pos. 19                                   |  | Pos. 20                                   |  | Pos. 21                                    |
|           | Alberto Ascari Ferrari 216,148 km/h       |  | Art Cross Kurtis Kraft 216,116 km/h       |  | Jimmy Bryan Kurtis Kraft 215,881 km/h      |
| 8e ligne  | Pos. 22                                   |  | Pos. 23                                   |  | Pos. 24                                    |
|           | Rodger Ward Kurtis Kraft 215,876 km/h     |  | Jimmy Reece Kurtis Kraft 215,641 km/h     |  | Eddie Johnson Trevis 215,609 km/h          |
| 9e ligne  | Pos. 25                                   |  | Pos. 26                                   |  | Pos. 27                                    |
|           | Bob Scott Kurtis Kraft 215,576 km/h       |  | Jim Rigsby Watson 215,498 km/h            |  | Chet Miller Kurtis Kraft-Novi 223,754 km/h |
| 10e ligne | Pos. 28                                   |  | Pos. 29                                   |  | Pos. 30                                    |
|           | Manny Ayulo Lesovsky 218,842 km/h         |  | Spider Webb Bromme 218,810 km/h           |  | Tony Bettenhausen Deidt 217,879 km/h       |
| 11e ligne | Pos. 31                                   |  | Pos. 32                                   |  | Pos. 33                                    |
|           | Johnnie Parsons Kurtis Kraft 217,789 km/h |  | Bob Sweikert Kurtis Kraft 217,234 km/h    |  | Johnny McDowell Kurtis Kraft 215,554 km/h  |

La pole a été réalisée par Fred Agabashian à la moyenne de 222,106 km/h. Le meilleur temps des qualifications est quant à lui à mettre au crédit de Chet Miller avec une moyenne de 223,754 km/h. S'étant qualifié lors de la dernière séance qualificative, Miller s'élança de la vingt-septième position.

## Déroulement de la course
Pour accomplir les quelque huit cents kilomètres de cette course, deux ravitaillements en carburant sont prévus pour la plupart des concurrents. Le temps est chaud et ensoleillé au moment où la voiture de sécurité libère les trente-trois monoplaces. De l'extérieur de la première ligne, Jack McGrath effectue un très bel envol et vire en tête au premier virage, devant Jim Rathmann qui a dépassé huit voitures par l'intérieur, tandis que Fred Agabashian et Andy Linden manquent complètement leur départ. McGrath est toujours devant à l'issue du premier tour, précédant Rathmann, Troy Ruttman et Duane Carter. Au second, Ruttman a dépassé Rathmann et s'est emparé de la seconde place, tandis que Bill Vukovich, très incisif en ce début de course, a débordé deux voitures et se retrouve quatrième. Au troisième tour, Vukovich double Rathmann, au cinquième Ruttman puis s'empare de la tête au septième, se détachant rapidement devant McGrath. Ce dernier se fait peu après déborder par Ruttman, qui se accélère le rythme et remonte bientôt sur le leader, il parvient même à prendre brièvement la tête au cours du douzième tour, mais Vukovich reprend aussitôt son bien au virage suivant, et commence à creuser régulièrement l'écart sur son adversaire. Derrière les deux leaders, le reste du peloton, emmené par Rathmann, est nettement distancé. On note la belle progression d'Alberto Ascari, parti dix-neuvième, qui se retrouve bientôt en huitième position et effectue des débuts très remarqués.
Vukovich continue à accélérer l'allure, seul Ruttman tente de ne pas perdre le contact, mais après soixante tours le leader s'est construit une avance de près de trente secondes. Les autres concurrents comptent plus d'un tour de retard, Rathman et McGrath ayant été retardés, alors qu'Ascari a dû abandonner au quarante-et-unième tour, jante brisée. Au soixante-deuxième tour, Vukovich effectue son premier ravitaillement, il repart en troisième position derrière Ruttman, nouveau leader, et Rathmann. Il reprend bientôt la seconde place, mais compte alors plus de trente secondes de retard sur le premier. Celui-ci ravitaille seulement au quatre-vingt-troisième tour : l'arrêt se passe mal, un mécanicien renversant du carburant sur le tuyau d'échappement, occasionnant un début d'incendie. Cet incident fait perdre près de deux minutes à Ruttman, qui ressort des stands en troisième position à deux tours de Vukovich, à nouveau en tête avec quarante-six secondes d'avances sur Rathmann.
Ruttman reprend la seconde place lorsque Rathmann ravitaille, mais compte toujours plus d'une minute et demie de retard sur Vukovich, qui ne semble pas pouvoir être inquiété. Cependant, lorsqu'il effectue son second ravitaillement au cent trente-cinquième tour, le changement de roues pose des difficultés et lui fait perdre plus de deux minutes et la tête de la course. Ruttman mène alors avec environ trente secondes d'avance, jusqu'à son second arrêt, effectué rapidement au cent quarante-septième tour. Alors qu'un quart de la distance reste à parcourir, Vukovich compte désormais une quarantaine de secondes d'avance sur Ruttman. Rathmann est toujours en troisième position, devant Sam Hanks, mais compte plusieurs tours de retard sur les deux premiers. Ruttman tente un dernier assaut, et réduit progressivement son écart sur le leader : son retard est de trente-six secondes au cent-soixantième tour, de trente-et-une au cent-soixante-dixième. Sous la menace, Vukovich augmente alors sa cadence, et stabilise son avance à une trentaine de secondes. Il a pratiquement course gagnée, lorsqu'à neuf tours de l'arrivée il est victime d'un bris de direction et termine sa course dans le mur du virage nord-est (virage 3), sans dommage pour lui. Ruttman hérite de la victoire (et des 61000 dollars associés), loin devant Rathmann, second à plus de quatre minutes, Hanks finissant troisième à plus de six minutes.

### Classements intermédiaires
Classements intermédiaires des monoplaces aux premier, deuxième, cinquième, vingtième, quarantième, soixantième, quatre-vingtième, centième, cent-vingtième, cent-quarantième, cent-soixantième et cent-quatre-vingtième tours.

### Classement final

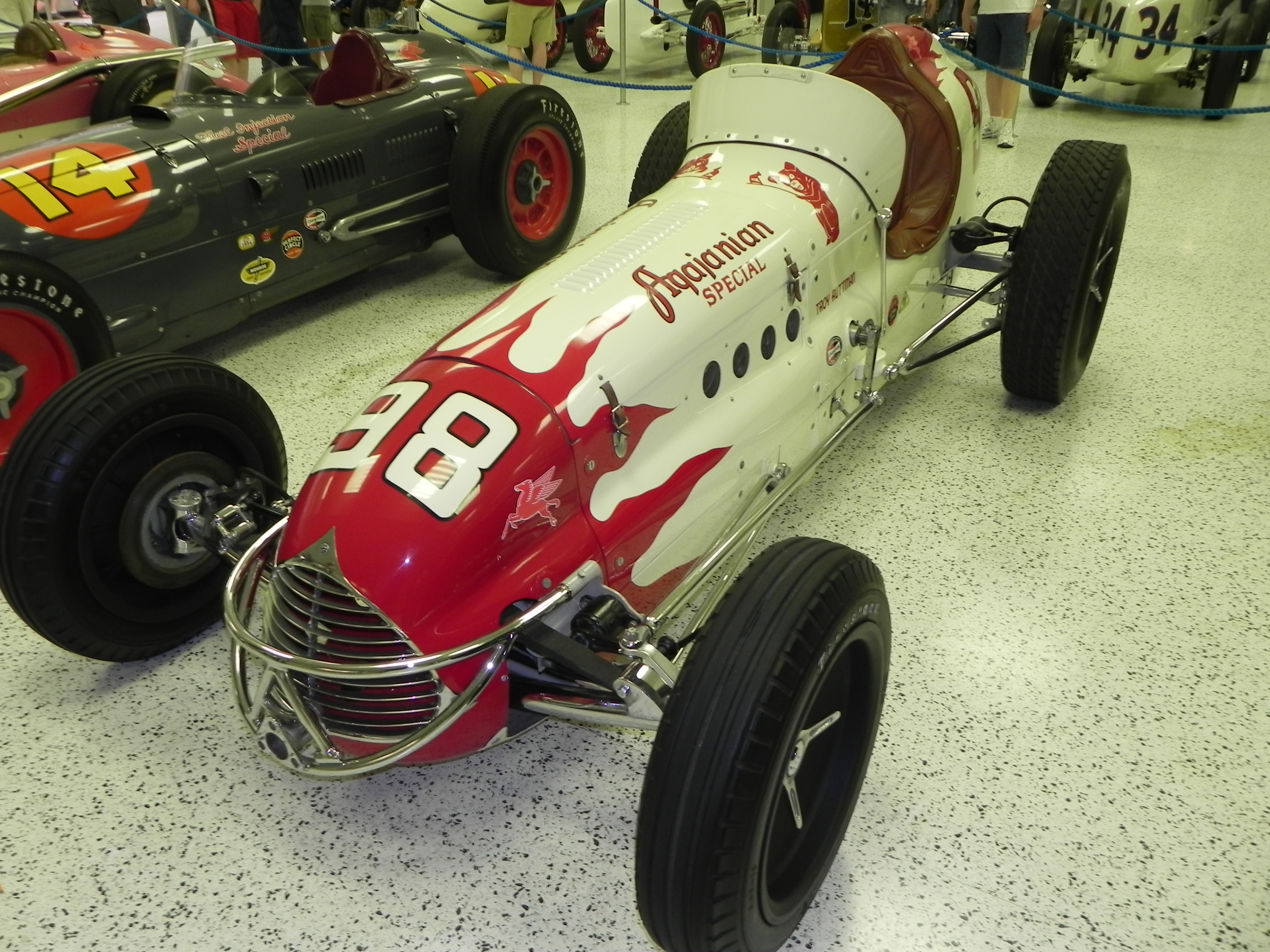
La Kuzma-Offenhauser de Troy Ruttman, victorieuse de l'édition 1952 des 500 miles d'Indianapolis.

| Rang | Pilote              | Voiture                     | Tours | Temps/Abandon      | Points |
| 1    | Troy Ruttman        | Kuzma-Offenhauser           | 200   | 3 h 52 min 41 s 88 | 8      |
| 2    | Jim Rathmann        | Kurtis Kraft-Offenhauser    | 200   | +4 min 02 s 33     | 6      |
| 3    | Sam Hanks           | Kurtis Kraft-Offenhauser    | 200   | +6 min 11 s 61     | 4      |
| 4    | Duane Carter        | Lesovsky-Offenhauser        | 200   | +6 min 48 s 34     | 3      |
| 5    | Art Cross (R)       | Kurtis Kraft-Offenhauser    | 200   | +8 min 40 s 15     | 2      |
| 6    | Jimmy Bryan (R)     | Kurtis Kraft-Offenhauser    | 200   | +9 min 24 s 32     |        |
| 7    | Jimmy Reece (R)     | Kurtis Kraft-Offenhauser    | 200   | +10 min 35 s 24    |        |
| 8    | George Connor       | Kurtis Kraft-Offenhauser    | 200   | +12 min 00 s 61    |        |
| 9    | Cliff Griffith      | Kurtis Kraft-Offenhauser    | 200   | +12 min 23 s 76    |        |
| 10   | Johnnie Parsons     | Kurtis Kraft-Offenhauser    | 200   | +13 min 37 s 78    |        |
| 11   | Jack McGrath        | Kurtis Kraft-Offenhauser    | 200   | +14 min 21 s 72    |        |
| 12   | Jim Rigsby (R)      | Watson-Offenhauser          | 200   | +16 min 05 s 10    |        |
| 13   | Joe James           | Kurtis Kraft-Offenhauser    | 200   | +16 min 55 s 65    |        |
| 14   | Bill Schindler (en) | Stevens-Offenhauser         | 200   | +18 min 48 s 66    |        |
| 15   | George Fonder       | Sherman-Offenhauser         | 197   | +3 tours           |        |
| 16   | Eddie Johnson (R)   | Trevis-Offenhauser          | 193   | +7 tours           |        |
| 17   | Bill Vukovich       | Kurtis Kraft-Offenhauser    | 191   | direction          | 1      |
| 18   | Chuck Stevenson     | Kurtis Kraft-Offenhauser    | 187   | +13 tours          |        |
| 19   | Henry Banks         | Lesovsky-Offenhauser        | 184   | +16 tours          |        |
| 20   | Manny Ayulo         | Lesovsky-Offenhauser        | 184   | +16 tours          |        |
| 21   | Johnny McDowell     | Kurtis Kraft-Offenhauser    | 182   | +18 tours          |        |
| 22   | Spider Webb         | Bromme-Offenhauser          | 162   | fuite d'huile      |        |
| 23   | Rodger Ward         | Kurtis Kraft-Offenhauser    | 130   | pression d'huile   |        |
| 24   | Tony Bettenhausen   | Deidt-Offenhauser           | 93    | pression d'huile   |        |
| 25   | Duke Nalon          | Kurtis Kraft-Novi           | 84    | compresseur        |        |
| 26   | Bob Sweikert (R)    | Kurtis Kraft-Offenhauser    | 77    | différentiel       |        |
| 27   | Fred Agabashian     | Kurtis Kraft-Cummins Diesel | 71    | compresseur        |        |
| 28   | Gene Hartley        | Kurtis Kraft-Offenhauser    | 65    | fatigue            |        |
| 29   | Bob Scott (R)       | Kurtis Kraft-Offenhauser    | 49    | transmission       |        |
| 30   | Chet Miller         | Kurtis Kraft-Novi           | 41    | compresseur        |        |
| 31   | Alberto Ascari (R)  | Ferrari                     | 40    | roue               |        |
| 32   | Bobby Ball          | Stevens-Offenhauser         | 34    | boîte de vitesses  |        |
| 33   | Andy Linden         | Kurtis Kraft-Offenhauser    | 20    | pompe à huile      |        |

Un (R) indique que le pilote était éligible au trophée du "Rookie of the Year" (meilleur débutant de l'année), attribué à Art Cross.

### Pole position et record du tour
- Pole position :  Fred Agabashian en 1 min 05 s 212 lors de la première séance de qualification (quatre tours en 4 min 20 s 85 - vitesse moyenne : 222,106 km/h).
- Meilleur temps des qualifications établi lors de la troisième séance par  Chet Miller en 1 min 04 s 732 (quatre tours en 4 min 18 s 93 - vitesse moyenne : 223,735 km/h).
- Meilleur tour en course :  Bill Vukovich en 1 min 06 s 60 (vitesse moyenne : 217,459 km/h) au huitième tour.

### Tours en tête
- Jack McGrath : 6 tours (1-6)
- Bill Vukovich : 150 tours (7-11 / 13-61 / 83-134 / 148-191)
- Troy Ruttman : 44 tours (12 / 62-82 / 135-147 / 192-200)

## Classement général à l'issue de la course
| Pos. | Pilote        | Écurie       | Points | SUI | 500 | BEL | FRA | GBR | ALL | NL | ITA |
| 1    | Piero Taruffi | Ferrari      | 9      | 9*  | -   |     |     |     |     |    |     |
| 2    | Troy Ruttman  | Kuzma        | 8      | -   | 8   |     |     |     |     |    |     |
| 3    | Rudi Fischer  | Ferrari      | 6      | 6   | -   |     |     |     |     |    |     |
|      | Jim Rathmann  | Kurtis Kraft | 6      | -   | 6   |     |     |     |     |    |     |
| 5    | Jean Behra    | Gordini      | 4      | 4   | -   |     |     |     |     |    |     |
|      | Sam Hanks     | Kurtis Kraft | 4      | -   | 4   |     |     |     |     |    |     |
| 7    | Ken Wharton   | Frazer Nash  | 3      | 3   | -   |     |     |     |     |    |     |
|      | Duane Carter  | Lesovsky     | 3      | -   | 3   |     |     |     |     |    |     |
| 9    | Alan Brown    | Cooper       | 2      | 2   | -   |     |     |     |     |    |     |
|      | Art Cross     | Kurtis Kraft | 2      | -   | 2   |     |     |     |     |    |     |
| 11   | Bill Vukovich | Kurtis Kraft | 1      | -   | 1*  |     |     |     |     |    |     |

- attribution des points : 8, 6, 4, 3, 2 respectivement aux cinq premiers de chaque épreuve et 1 point supplémentaire pour le pilote ayant accompli le meilleur tour en course (signalé par un astérisque)

## À noter
- 1re victoire pour Troy Ruttman dans le cadre du championnat du monde. Âgé de vingt-deux ans, il devient le plus jeune vainqueur des 500 miles d'Indianapolis.
- 1re victoire pour Kuzma en tant que constructeur dans le cadre du championnat du monde.
- 3e victoire pour Offenhauser en tant que motoriste dans le cadre du championnat du monde.
- Pour la première fois un pilote régulier du championnat du monde, Alberto Ascari, tente sa chance à Indianapolis. Pour cela, il a fait l'impasse sur le GP de Suisse, organisé en même temps que le second week-end des qualifications de l'Indy 500.

## Sources
- (en) Résultats complets sur le site officiel de l'Indy 500